# Списак насељених места у Француској: O
| A \| B \| C \| D \| E \| F \| G \| H \| I \| J \| K \| L \| M \| N \| O \| P \| Q \| R \| S \| T \| U \| V \| W \| X \| Y \| Z \| É |

- OEting
- OEuf-en-Ternois
- OEuilly (Aisne)
- OEuilly (Marne)
- Obenheim
- Oberbronn
- Oberbruck
- Oberdorf
- Oberdorf-Spachbach
- Oberdorff
- Oberentzen
- Obergailbach
- Oberhaslach
- Oberhausbergen
- Oberhergheim
- Oberhoffen-lès-Wissembourg
- Oberhoffen-sur-Moder
- Oberlarg
- Oberlauterbach
- Obermodern-Zutzendorf
- Obermorschwihr
- Obermorschwiller
- Obernai
- Oberrœdern
- Obersaasheim
- Oberschaeffolsheim
- Obersoultzbach
- Obersteinbach
- Oberstinzel
- Obervisse
- Obies
- Objat
- Oblinghem
- Obrechies
- Obreck
- Obsonville
- Obterre
- Obtrée
- Ocana
- Occagnes
- Occey
- Occhiatana
- Occoches
- Ochancourt
- Oches
- Ochey
- Ochtezeele
- Ocquerre
- Ocqueville
- Octeville
- Octeville-l'Avenel
- Octeville-sur-Mer
- Octon
- Odars
- Odenas
- Oderen
- Odomez
- Odos
- Odratzheim
- Oermingen
- Oeyregave
- Oeyreluy
- Offekerque
- Offemont
- Offendorf
- Offignies
- Offin
- Offlanges
- Offoy (Oise)
- Offoy (Somme)
- Offranville
- Offrethun
- Offroicourt
- Offwiller
- Ogenne-Camptort
- Oger
- Ogeu-les-Bains
- Ogliastro
- Ognes (Aisne)
- Ognes (Marne)
- Ognes (Oise)
- Ognolles
- Ognon
- Ognéville
- Ogy
- Ogéviller
- Ohain
- Oherville
- Ohis
- Ohlungen
- Ohnenheim
- Oie
- Oigney
- Oignies
- Oigny (Côte-d'Or)
- Oigny (Loir-et-Cher)
- Oigny-en-Valois
- Oingt
- Oinville-Saint-Liphard
- Oinville-sous-Auneau
- Oinville-sur-Montcient
- Oiron
- Oiry
- Oiselay-et-Grachaux
- Oisemont
- Oisilly
- Oisly
- Oison
- Oisseau
- Oisseau-le-Petit
- Oissel
- Oissery
- Oissy
- Oisy (Aisne)
- Oisy (Nièvre)
- Oisy (Nord)
- Oisy-le-Verger
- Oizon
- Oizé
- Olargues
- Olby
- Olcani
- Olemps
- Olendon
- Oletta
- Olette
- Olivese
- Olivet (Loiret)
- Olivet (Mayenne)
- Olizy
- Olizy-Primat
- Olizy-sur-Chiers
- Ollainville (Essonne)
- Ollainville (Vosges)
- Ollans
- Olley
- Ollezy
- Olliergues
- Ollioules
- Ollières (Haute-Savoie)
- Ollières (Var)
- Olloix
- Ollé
- Olmes
- Olmet
- Olmet-et-Villecun
- Olmeta-di-Capocorso
- Olmeta-di-Tuda
- Olmeto
- Olmi-Cappella
- Olmiccia
- Olmo
- Olonne-sur-Mer
- Olonzac
- Oloron-Sainte-Marie
- Ols-et-Rinhodes
- Oltingue
- Olwisheim
- Oléac-Debat
- Oléac-Dessus
- Omblèze
- Omelmont
- Omergues
- Omerville
- Omessa
- Omet
- Omex
- Omey
- Omicourt
- Omissy
- Omiécourt
- Ommeray
- Ommoy
- Omméel
- Omont
- Omonville
- Omonville-la-Petite
- Omonville-la-Rogue
- Omps
- Oms
- Omécourt
- Onans
- Onard
- Onay
- Oncieu
- Oncourt
- Oncy-sur-École
- Ondefontaine
- Ondes
- Ondres
- Ondreville-sur-Essonne
- Onesse-et-Laharie
- Onet-le-Château
- Oneux
- Ongles
- Onglières
- Onjon
- Onlay
- Onnaing
- Onnion
- Onoz
- Ons-en-Bray
- Ontex
- Onville
- Onzain
- OoSaint-Cappel
- Opio
- Opoul-Périllos
- Oppedette
- Oppenans
- Oppy
- Oppède
- Optevoz
- Oradour (Cantal)
- Oradour (Charente)
- Oradour-Fanais
- Oradour-Saint-Genest
- Oradour-sur-Glane
- Oradour-sur-Vayres
- Orain
- Orainville
- Oraison
- Oraàs
- Orbagna
- Orbais-l'Abbaye
- Orban
- Orbec
- Orbeil
- Orbessan
- Orbey
- Orbigny
- Orbigny-au-Mont
- Orbigny-au-Val
- Orbrie
- Orcemont
- Orcenais
- Orcet
- Orcevaux
- Orchaise
- Orchamps
- Orchamps-Vennes
- Orches
- Orchies
- Orcier
- Orcinas
- Orcines
- Orcival
- Orcières
- Orconte
- Ordan-Larroque
- Ordiarp
- Ordizan
- Ordonnac
- Ordonnaz
- Ore
- Oreilla
- Orelle
- Oresmaux
- Organ (Hautes-Pyrénées)
- Orgeans-Blanchefontaine
- Orgedeuil
- Orgeix
- Orgelet
- Orgerus
- Orges
- Orgeux
- Orgeval (Aisne)
- Orgeval (Yvelines)
- Orgibet
- Orglandes
- Orgnac-l'Aven
- Orgon
- Orgueil
- Orgères (Ille-et-Vilaine)
- Orgères (Orne)
- Orgères-en-Beauce
- Oricourt
- Orieux
- Orignac
- Origne
- Orignolles
- Origny
- Origny-Sainte-Benoite
- Origny-en-Thiérache
- Origny-le-Butin
- Origny-le-Roux
- Origny-le-Sec
- Origné
- Orin
- Orincles
- Oriocourt
- Oriol-en-Royans
- Oriolles
- Orion (Pyrénées-Atlantiques)
- Oris-en-Rattier
- Orist
- Orival (Charente)
- Orival (Seine-Maritime)
- Orlean
- Orleix
- Orliac
- Orliac-de-Bar
- Orliaguet
- Orliénas
- Orlu (Ariège)
- Orlu (Eure-et-Loir)
- Orly
- Orly-sur-Morin
- Orléat
- Ormancey
- Ormenans
- Ormersviller
- Ormes (Aube)
- Ormes (Eure)
- Ormes (Loiret)
- Ormes (Marne)
- Ormes (Saône-et-Loire)
- Ormes (Vienne)
- Ormes (Yonne)
- Ormes-et-Ville
- Ormes-sur-Voulzie
- Ormesson
- Ormesson-sur-Marne
- Ormoiche
- Ormoy (Essonne)
- Ormoy (Eure-et-Loir)
- Ormoy (Haute-Saône)
- Ormoy (Yonne)
- Ormoy-Villers
- Ormoy-la-Rivière
- Ormoy-le-Davien
- Ormoy-lès-Sexfontaines
- Ornacieux
- Ornaisons
- Ornans
- Ornes
- Ornex
- Orniac
- Ornolac-Ussat-les-Bains
- Ornon
- Orny
- Ornézan
- Oroix
- Oron
- Oroux
- Oroër
- Orphin
- Orpierre
- Orquevaux
- Orret
- Orriule
- Orrouer
- Orrouy
- Orry-la-Ville
- Ors
- Orsan
- Orsanco
- Orsans (Aude)
- Orsans (Doubs)
- Orsay
- Orschwihr
- Orschwiller
- Orsennes
- Orsinval
- Orsonnette
- Orsonville
- Ortaffa
- Ortale
- Orthevielle
- Orthez
- Orthoux-Sérignac-Quilhan
- Ortillon
- Ortiporio
- Orto
- Ortoncourt
- Orus
- Orval (Cher)
- Orval (Manche)
- Orvault
- Orvaux
- Orve
- Orveau
- Orveau-Bellesauve
- Orville (Côte-d'Or)
- Orville (Indre)
- Orville (Loiret)
- Orville (Orne)
- Orville (Pas-de-Calais)
- Orvillers-Sorel
- Orvilliers
- Orvilliers-Saint-Julien
- Orx
- Orçay
- Orègue
- Os-Marsillon
- Osani
- Osches
- Osenbach
- Oslon
- Osly-Courtil
- Osmanville
- Osmery
- Osmets
- Osmoy (Cher)
- Osmoy (Yvelines)
- Osmoy-Saint-Valery
- Osne-le-Val
- Osnes
- Osny
- Ossages
- Ossas-Suhare
- Osse (Doubs)
- Osse-en-Aspe
- Osselle
- Ossen
- Ossenx
- Osserain-Rivareyte
- Ossey-les-Trois-Maisons
- Ossun
- Ossun-ez-Angles
- Ossès
- Ossé
- Osséja
- Ostabat-Asme
- Ostel
- Ostheim
- Osthoffen
- Osthouse
- Ostreville
- Ostricourt
- Ostwald
- Ota
- Othe
- Othis
- Ottange
- Ottersthal
- Otterswiller
- Ottmarsheim
- Ottonville
- Ottrott
- Ottwiller
- Ouagne
- Ouainville
- Ouanne
- Ouarville
- Ouchamps
- Ouches
- Oucques
- Oudalle
- Oudan
- Oudeuil
- Oudezeele
- Oudincourt
- Oudon (Calvados)
- Oudon (Loire-Atlantique)
- Oudrenne
- Oudry
- Oueilloux
- Ouerre
- Ouessant
- Ouffières
- Ouge
- Ouges
- Ougney
- Ougney-Douvot
- Ougny
- Ouhans
- Ouides
- Ouillon
- Ouilly-du-Houley
- Ouilly-le-Tesson
- Ouilly-le-Vicomte
- Ouistreham
- Oulches
- Oulches-la-Vallée-Foulon
- Oulchy-la-Ville
- Oulchy-le-Château
- Oulins
- Oulles
- Oullins
- Oulmes
- Oulon
- Ounans
- Oupia
- Our
- Ourcel-Maison
- Ourches
- Ourches-sur-Meuse
- Ourde
- Ourdis-Cotdoussan
- Ourdon
- Ourouer-les-Bourdelins
- Ouroux
- Ouroux-en-Morvan
- Ouroux-sous-le-Bois-Sainte-Marie
- Ouroux-sur-Saône
- Ourouër
- Oursbelille
- Ourton
- Ourville-en-Caux
- Ousse-Suzan
- Oussières
- Ousson-sur-Loire
- Oussoy-en-Gâtinais
- Oust
- Ousté
- Outarville
- Outines
- Outreau
- Outrebois
- Outremécourt
- Outrepont
- Outriaz
- Ouvans
- Ouve-Wirquin
- Ouveillan
- Ouville
- Ouville-l'Abbaye
- Ouville-la-Bien-Tournée
- Ouville-la-Rivière
- Ouvrouer-les-Champs
- Ouzilly
- Ouzouer-des-Champs
- Ouzouer-le-Doyen
- Ouzouer-le-Marché
- Ouzouer-sous-Bellegarde
- Ouzouer-sur-Loire
- Ouzouer-sur-Trézée
- Ouzous
- Ovanches
- Ovillers-la-Boisselle
- Oxelaëre
- Oye-Plage
- Oye-et-Pallet
- Oyes
- Oyeu
- Oyonnax
- Oyrières
- Oyré
- Oysonville
- Oytier-Saint-Oblas
- Oyé
- Oz (Isère)
- Ozan
- Oze (Francja)
- Ozenay
- Ozenx-Montestrucq
- Ozerailles
- Ozeville
- Ozillac
- Ozières
- Ozoir-la-Ferrière
- Ozoir-le-Breuil
- Ozolles
- Ozon (Ardèche)
- Ozon (Hautes-Pyrénées)
- Ozouer-le-Voulgis
- Ozourt
- Oëlleville
- Oô

| A \| B \| C \| D \| E \| F \| G \| H \| I \| J \| K \| L \| M \| N \| O \| P \| Q \| R \| S \| T \| U \| V \| W \| X \| Y \| Z \| É |